# 于斯克拉德和里约托尔
于斯克拉德和里约托尔（法語：Usclades-et-Rieutord，法語發音：[ysklad e ʁjœtɔʁ]）是法国阿尔代什省的一个市镇，属于拉让蒂耶尔区。

## 地理
于斯克拉德和里约托尔（44°46'32"N, 4°9'30"E）面积12.46 平方千米，位于法国奥弗涅-罗讷-阿尔卑斯大区阿尔代什省，该省份为法国东南部内陆省份，北起顺时针与卢瓦尔省、伊泽尔省、德龙省、沃克吕兹省、加尔省、洛泽尔省和上盧瓦爾省接壤。
与于斯克拉德和里约托尔接壤的市镇（或旧市镇、城区）包括：比尔泽、克罗德热奥朗、蒙珀扎苏博宗、萨涅和古杜莱、圣厄拉利。
于斯克拉德和里约托尔的时区为UTC+01:00、UTC+02:00（夏令时）。

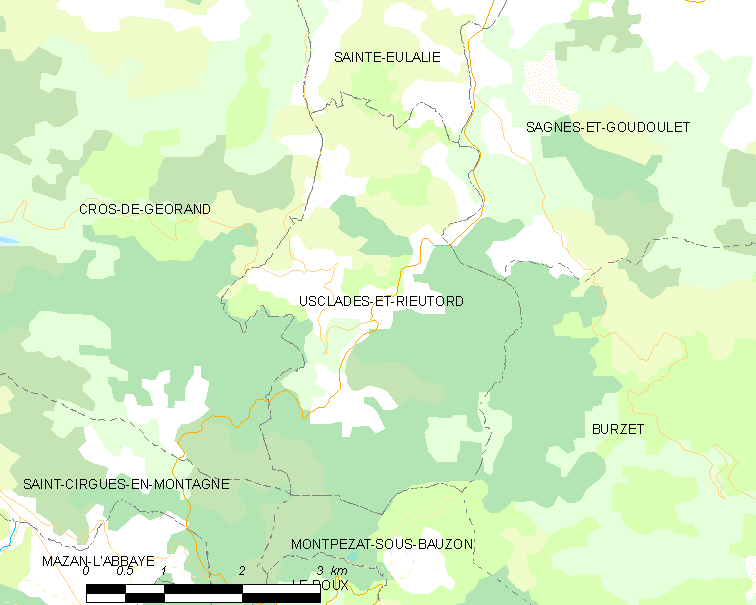
于斯克拉德和里约托尔的OSM定位图

## 行政
于斯克拉德和里约托尔的邮政编码为07510，INSEE市镇编码为07326。

## 政治
于斯克拉德和里约托尔所属的省级选区为上阿尔代什县。

## 人口

1962-2008年间于斯克拉德和里约托尔人口变化图示

于斯克拉德和里约托尔于2022年1月1日时的人口数量为110人。